# وينغ تي تشاو
وينغ تي تشاو (بالإنجليزية: Wing T. Chao)‏ هو مهندس معماري أمريكي، ولد في مايو 1944 في تشونغتشينغ في الصين.

## وصلات خارجية
- وينغ تي تشاو على موقع IMDb (الإنجليزية)
- وينغ تي تشاو على موقع قاعدة بيانات الفيلم (الإنجليزية)